# 普列奧布拉任卡 (大米海利夫卡區)
47°7′58″N 29°57′12″E / 47.13278°N 29.95333°E
普雷奧布拉任卡（烏克蘭語：Преображенка）是位於烏克蘭西南部的村莊，由敖德萨州羅茲季利納區的新博里西夫卡市鎮負責管轄。該村始建於1890年，面積0.16平方公里，海拔高度165米，2001年人口7，人口密度每平方公里44.59人。